# Gymnoscelis
Gymnoscelis, es un gran género de polillas perteneciente a la familia Geometridae descrita inicialmente por Paul Mabille en 1868.

## Descripción
Los palpos se extiende hacia adelante, cuya segunda articulación se reviste de vellos y se extiende más allá del mechón frontal. La tercera articulación es prominente. Las antenas del macho son ciliadas. La tibia posterior cuenta con un par de espolones terminales y rara vez con un par medial muy diminuto. El abdomen cuenta con ligeras crestas dorsales. Las alas anteriores tiene su vena 3 cerca del ángulo de la celda. La vena 5 corre desde la mitad de las discocelulares y la vena 6 desde el ángulo superior. Las venas 10 y 11 tienen pedúnculos y la vena 10 se anastomosa (fusiona) con las venas 7 a 9 para formar la areola. La vena 11 también se anastomosa con la vena 12. Las alas posteriores cuenta con las venas 3 y 4 que van desde el ángulo de la célula y la vena 5 desde la mitad de las discocelulares. Las venas 6 y 7 desde el ángulo superior y la vena 8 se anastomosan con la vena 7 hasta más allá de la mitad de la celda. 

## Especies
- Gymnoscelis acutipennis
- Gymnoscelis admixtaria
- Gymnoscelis aenictopa
- Gymnoscelis albicaudata
- Gymnoscelis ammocyma
- Gymnoscelis anaxia
- Gymnoscelis argyropasta
- Gymnoscelis barbuti
- Gymnoscelis bassa
- Gymnoscelis biangulata
- Gymnoscelis birivulata
- Gymnoscelis boninensis
- Gymnoscelis bryodes
- Gymnoscelis bryoscopa
- Gymnoscelis caelestis
- Gymnoscelis callichlora
- Gymnoscelis carneata
- Gymnoscelis celaenephes
- Gymnoscelis celebensis
- Gymnoscelis chlorobapta
- Gymnoscelis concinna
- Gymnoscelis confusata
- Gymnoscelis conjurata
- Gymnoscelis coquina
- Gymnoscelis crassata
- Gymnoscelis crassifemur
- Gymnoscelis daniloi
- Gymnoscelis deleta
- Gymnoscelis delocyma
- Gymnoscelis derogata
- Gymnoscelis desiderata
- Gymnoscelis distatica
- Gymnoscelis ectochloros
- Gymnoscelis erymna
- Gymnoscelis esakii
- Gymnoscelis exangulata
- Gymnoscelis fasciata
- Gymnoscelis festiva
- Gymnoscelis fragilis
- Gymnoscelis grisea
- Gymnoscelis harterti
- Gymnoscelis holocapna
- Gymnoscelis holoprasia
- Gymnoscelis idiograpta
- Gymnoscelis imparatalis
- Gymnoscelis inexpressa
- Gymnoscelis ischnophylla
- Gymnoscelis kennii
- Gymnoscelis latipennis
- Gymnoscelis lavella
- Gymnoscelis lindbergi
- Gymnoscelis lophopus
- Gymnoscelis melaninfra
- Gymnoscelis merochyta
- Gymnoscelis mesophoena
- Gymnoscelis montgomeryi
- Gymnoscelis nepotalis
- Gymnoscelis nigrescens
- Gymnoscelis oblenita
- Gymnoscelis olsoufieffae
- Gymnoscelis oribiensis
- Gymnoscelis pallidirufa
- Gymnoscelis perpusilla
- Gymnoscelis phoenicopus
- Gymnoscelis poecilimon
- Gymnoscelis protracta
- Gymnoscelis prouti
- Gymnoscelis pseudotibialis
- Gymnoscelis roseifascia
- Gymnoscelis rubricata
- Gymnoscelis rufifasciata
- Gymnoscelis sara
- Gymnoscelis semialbida
- Gymnoscelis silvicola
- Gymnoscelis smithersi
- Gymnoscelis spodias
- Gymnoscelis tanaoptila
- Gymnoscelis taprobanica
- Gymnoscelis tenera
- Gymnoscelis tibialis
- Gymnoscelis transapicalis
- Gymnoscelis tristrigosa
- Gymnoscelis tylocera
- Gymnoscelis yurikae